# Альфонс Якоб
Альфо́нс Марі́я Я́коб (нім. Alfons Maria Jakob; 2 липня 1884 — 17 жовтня 1931) — німецький науковець, лікар-невролог. Відомий тим, що у 1920 році вперше описав клінічні прояви фатальної губчатої енцефалопатії у людей паралельно з Гансом-Герхардом Кройцфельдом.

## Біографія
Народився 2 липня 1884 року в місті Ашаффенбурзі, Нижня Франконія.
Навчався в університетах Мюнхена, Берліна та Страсбурга, де вивчав медицину, приділяв багато зацікавленості до неврології.
У 1908 році закінчив Страсбурзький університет, виконавши роботу з патогенезу псевдобульбарного паралічу мозку.
Лікарську діяльність розпочав у 1909 році, працював у нейрохірургічних відділеннях Алоїза Альцгеймера і Франца Ніссля у Мюнхені.
У 1911 році очолив лабораторію патології міської клінічної лікарні Гамбург-Фридріхсберг. З 1914 року — завідувач патологоанатомічним відділенням.
Під час Першої світової війни обіймав посаду завідувача психоневрологічним відділенням військового шпиталю у Брюсселі, згодом — лікар шпиталю для видужуючих у Малоні.
З 1919 року вів приватну лікарську практику з неврології. Того ж року пройшов габілітацію в Гамбурзькому університеті.
У 1924 році призначений на посаду професора неврології Гамбурзького університету.
Помер 17 жовтня 1931 року в Гамбурзі.

## Наукова діяльність
Альфонс Якоб є автором 75 наукових праць. Ще понад 150 наукових праць написано його учнями за участі А. Якоба.
Початок науковим публікаціям поклала дисертація на тему патогенезу псевдобульбарного паралічу та праця про психози, які розвинулись через розлади кровообігу.
У 1912 році ним написана монографія про вторинне переродження мозку і проведено експериментальні дослідження по травматичним пошкодженням мозку.
Після закінчення 1-ї світової війни А. Якоб почав систематично вивчати сифіліс нервової системи, підсумком яких стали праці про стаціонарні та атипові форми сифілісу, сифілітичного ендартеріїту тощо.
У 1920 році він, майже одночасно з іншим німецьким неврологом Гансом-Герхардом Кройцфельдом, описав клінічну картину хвороби, спочатку названої губчатою енцефалопатією (з 1922 року — хвороба Кройцфельда — Якоба).
У 1923 році видана його відома монографія про екстрапірамідні захворювання. Крім того, А. Якобом були написані дві докладні статті з морфології мозочка, про сифіліс мозку, два томи з анатомії та гістології великого мозку та інше.